# サルフの戦い
サルフの戦い（サルフのたたかい、薩爾滸之戰、簡体字: 萨尔浒之战）は、1619年にヌルハチが率いる後金（のちの清）が明・朝鮮の後金討伐軍を破った戦い。大小の火器を動員し全軍を4つに分けて後金を包囲攻撃した明軍に対し、ヌルハチは夜襲によって銃砲の優位を封じたうえで混乱した敵軍を各個撃破することにより大軍を打ち破った。特に最初に行われた大きな戦闘が撫順東方のサルフ（sarhū、薩爾滸、簡体字: 萨尔浒）で行われたため、この戦役全体がサルフの戦いと呼ばれる。兵力・装備では圧倒的に優っていたにもかかわらず、諸将の対立によって各軍の連携・統制を欠いたこともあって、明・朝鮮の連合軍は4万5千人もの死傷者を出す大敗北を喫した。
建国間もない後金の存亡をかけた決戦であり、この戦いに勝利したことが後金興起の第一歩となり、やがて明清交替へと繋がることになる。

## 戦いに至る経緯
建州女直を統一して、1616年にハンに即位し後金を起こしたヌルハチは、1618年に明に対して「七大恨」を掲げて宣戦を布告し、遼東における明の拠点である撫順を攻撃した。明はこれに対して、楊鎬を遼東経略に任命し、女直討伐にあたらせた。
しかし、明軍は予算不足のため兵の結集に手間取ったので、楊鎬は兵力を補うため後金に北隣する海西女直のイェヘ部と、南隣する朝鮮にも助兵を要請した。イェヘは女直の統一を進めるヌルハチと対立していたため、これに応じた。一方の朝鮮では、国王の光海君は出兵を渋ったものの、先の文禄・慶長の役において宗主国である明に救援してもらった恩義（「再造の恩」）があったために断ることができず、都元帥の姜弘立と副元帥の金景瑞に1万の兵力を授けて鴨緑江を越えさせた。
1619年、10万の明軍は全軍を4つの軍団に分け、四路に分かれてヌルハチの本拠地ヘトゥアラ（Hetu ala、赫図阿拉、興京）を包み込むように進撃を開始した。北路は開原総兵官の馬林がイェヘの援軍とともに開原から、西路は山海関総兵官の杜松が瀋陽から出発し、両軍はヘトゥアラと撫順の中間にあるサルフで合流してヘトゥアラを目指す計画とした。また南路からは遼東総兵官の李如柏が遼陽から清河を越え、東南路からは遼陽総兵官の劉綎が朝鮮軍を帯同して丹東付近から北上して、それぞれ西南と東南から直接ヘトゥアラに迫った。総司令官の楊鎬は予備兵力とともに後方の瀋陽で待機し、全軍の総指揮を取った。

## サルフの戦い
これに対してヌルハチは、ヘトゥアラで明の全軍と一手に戦うことを避けて各個撃破をはかることにし、まずヘトゥアラ北方において最初の攻防の拠点となるサルフ山、およびその川の対岸にあるジャイフィアン山(Jaifiyan)に、明軍を足止めさせるため築城を開始した。
明軍の進軍は降雪によって遅れ、3月1日、杜松の西路軍が単独でサルフ近郊に到着した。サルフおよびジャイフィアンで後金軍による築城が進められていることをみた杜松は、馬林軍の到着を待たずにサルフ手前の渾河を渡河し、サルフ山に攻撃を開始した。数に勝る杜松軍はサルフ山をただちに占領し、2万5000の兵のうち1万をその守備に残して、残る主力1万5000でジャイフィアン山に攻めかかった。
一方、主力とともにヘトゥアラにあったヌルハチは、明軍到来の第一報を受けるとただちにサルフに向かって出撃し、同日夕刻にはサルフの南に到着した。ヌルハチが到着したとき、ジャイフィアンを守る後金の守備部隊は支えきれずに後退し、後方のギリンハダ(Girin hada)に入っていた。ヌルハチは八旗（8軍団）に分かれた後金軍主力のうち、2旗をジャイフィアンの敵主力に対する牽制に派遣する一方、自らは6旗を率い、宵闇に乗じてサルフに迫った。
サルフを守る明軍は、敵軍はキリンハダの守備隊と合流してジャイフィアンに向かうとみていたために、まったく奇襲を受けた形になり、混乱と暗さのため火器をほとんど生かせないまま接近戦に持ち込まれて壊滅した。後方部隊の壊滅によりジャイフィアンの明軍主力は動揺し、牽制の2旗とギリンハダの守備隊、そしてサルフから転進してきた後金軍主力6旗の全軍による三方向からの突撃の前になすすべもなく壊滅し、杜松以下主だった将領が戦死した。
なお、サルフの戦いの実演は、瀋陽東郊外にある棋盤山国際観光区の瀋陽世博会公園（2006中国瀋陽世界園芸博覧会の会場跡）で見ることができる。

## シャンギャンハダの戦い
一方、杜松の西路軍との合流を目指して北からサルフに向かっていた馬林の軍は、杜松が戦死した時、サルフの北にあるシャンギャンハダ(Šanggiyan hada)という地点にいた。3月2日、杜松軍壊滅の情報を得た馬林軍は、シャンギャンハダに後退して塹壕を掘り、火砲を並べて後金軍の攻撃に備えた。
後金軍は火器への対策として、戦場で下馬した乗馬歩兵が接近して塹壕を突破し、その後に騎兵が突撃をかけるという戦法を編み出しており、この戦いでもその作戦を採ろうとした。しかしシャンギャンハダに到着したヌルハチ率いる後金軍の本隊が、高地を占領して明軍の塹壕を上から攻撃しようとすると、明軍はこれを阻止しようと後金軍に攻撃をしかけ、後金軍が騎馬のまま突撃を敢行する乱戦となった。馬林と不仲な潘宗顔を司令官とする明軍の後方部隊は自陣を固めて馬林の本隊を救援しようとせず、まもなく馬林は敗走した。
続いて潘宗顔の陣を攻撃した後金軍は、下馬した兵によって敵の戦車を排除した後、騎兵の突撃を行い、潘宗顔も壊走させた。馬林・潘宗顔の敗報を聞いたイェヘの援軍は後金軍との戦いを放棄し、自国に撤退した。

## アブダリ・フチャの戦い
北路・西路の敗報を受けた楊鎬は、生き残っていた李如柏と劉綎の両軍に進撃停止を急報した。李如柏の軍はもともと慎重な進軍を続けていたためすぐに退却したが、劉綎軍はすでに敵地の奥深くに入り込んでおり、進撃停止の命令も届かなかった。
劉綎軍はシャンギャンハダの戦いがあった3月2日にヘトゥアラの南方を守る後金の守備隊を破り、順調に北進を進めていた。この情報を得たヌルハチは、サルフの方面で北路軍と戦っていた後金軍を再集結させてヘトゥアラに戻り、劉綎軍に対して次男ダイシャンが率いる主力を派遣した。3月4日、劉綎軍はヘトゥアラの南、アブダリ(Abdari)という地点でダイシャンの軍に遭遇し、ただちに陣を固めた。これに対してダイシャンはその弟ホンタイジ、そして別働隊を率いて劉綎の後方に回り込んでいたヌルハチの部将フルハンとともにて三方向から劉綎の陣を包囲、攻撃して明軍を壊滅させ、劉綎も戦死した。
アブダリの戦闘があったとき、朝鮮軍と明の劉綎軍後方部隊は兵糧不足で劉綎の主力より遅れ、アブダリの南のフチャ(Fuca)という地点に留まっていた。ダイシャンはただちにこれに対する進撃を開始し、ホンタイジを先鋒とする後金軍がフチャに迫った。朝鮮軍の姜弘立は鳥銃（日本式鉄砲）と長槍で前面に防御線を展開してこれを迎え撃ったが、大風が吹いたことによって火器の発した煙が巻き上がり、それに朝鮮軍が視界を奪われた隙をついて後金軍の騎兵が接近、突撃して前衛を突き破った。
明軍も壊滅的打撃を受け、夜に入ると朝鮮軍の中営（本隊）5000のみが孤立して残された。後金は朝鮮軍に対しては降伏を勧告し、観念した姜弘立は朝鮮軍の残兵を率いてヌルハチに投降した。李如柏ら明軍の生き残りの将校は朝鮮軍の投降を知って自殺を遂げ、これをもって東南路軍は消滅した。
明軍の敗因は、諸将が相互にいがみ合っており、互いに十分に連絡をとっていなかったことや、功を争って突出したことで後金による各個撃破を許したことが大きい。この戦い以降、李如柏のような名将や劉綎・杜松・馬林ら軍の重鎮を相次いで失った遼東の明勢力は後金に対して全く守勢となり、開原・瀋陽・遼陽が次々に後金の手に落ちることになる。

## ゲーム
- 『戰棋』第3号付録ゲーム『決戰薩爾滸1619』（サルフの戦い）